# Ричардтон (Північна Дакота)
Ричардтон (англ. Richardton) — місто (англ. city) в США, в окрузі Старк штату Північна Дакота. Населення — 692 особи (2020).

## Географія
Ричардтон розташований за координатами 46°53′4″ пн. ш. 102°18′56″ зх. д. / 46.88444° пн. ш. 102.31556° зх. д. (46.884369, -102.315674).  За даними Бюро перепису населення США в 2010 році місто мало площу 0,94 км², уся площа — суходіл. В 2017 році площа становила 3,54 км², уся площа — суходіл.

## Демографія
Згідно з переписом 2010 року, у місті мешкало 529 осіб у 247 домогосподарствах у складі 153 родин. Густота населення становила 565 осіб/км².  Було 285 помешкань (304/км²).
Расовий склад населення:
| - 98,3 % — білих - 0,8 % — корінних американців - 0,2 % — азіатів |

До двох чи більше рас належало 0,2 %. Частка іспаномовних становила 2,3 % від усіх жителів.
За віковим діапазоном населення розподілялося таким чином: 19,5 % — особи молодші 18 років, 62,2 % — особи у віці 18—64 років, 18,3 % — особи у віці 65 років та старші. Медіана віку мешканця становила 45,9 року. На 100 осіб жіночої статі у місті припадало 100,4 чоловіків;  на 100 жінок у віці від 18 років та старших — 100,0 чоловіків також старших 18 років.
Середній дохід на одне домашнє господарство  становив 75 139 доларів США (медіана — 56 250), а середній дохід на одну сім'ю — 93 374 долари (медіана — 85 625). Медіана доходів становила 54 861 долар для чоловіків та 32 404 долари для жінок. За межею бідності перебувало 5,3 % осіб, у тому числі 3,5 % дітей у віці до 18 років та 21,8 % осіб у віці 65 років та старших.
Цивільне працевлаштоване населення становило 410 осіб. Основні галузі зайнятості: освіта, охорона здоров'я та соціальна допомога — 17,6 %, сільське господарство, лісництво, риболовля — 12,7 %, роздрібна торгівля — 12,2 %.